# Eclissi solare del 19 maggio 1985
L'Eclissi solare del 19 maggio 1985 è stato un evento astronomico che ha avuto luogo il suddetto giorno attorno alle ore 21:29 UTC. Tale evento ha avuto luogo nell'Asia nord orientale, nell'Europa settentrionale e nel Nord America settentrionale. L'eclissi del 19 maggio 1985 è stata la prima eclissi solare nel 1985 e la 194ª nel XX secolo. La precedente eclissi solare ha avuto luogo il 22 novembre 1984, la seguente è avvenuta il 12 novembre 1985.
Il giorno della luna nuova (novilunio), la differenza tra le distanze apparenti di luna e sole osservate sulla terra è estremamente piccola. In tale momento, se la luna si trova in prossimità del nodo lunare, cioè uno dei due punti in cui la sua orbita interseca l'eclittica, si verifica un'eclissi solare. Quando vi è assenza di ombra e la penombra raggiunge parte dell'estremità settentrionale o meridionale della terra, si verifica un'eclissi solare parziale, che si verifica quindi presso le regioni polari della Terra.

## Percorso e visibilità
Questa eclissi solare parziale poteva essere vista nella Cina orientale e nord- orientale, nella Mongolia centrale e orientale, nella penisola coreana, in Giappone, nelle isole del Pacifico nord- occidentale, nell'Unione Sovietica centrale e orientale (ora Russia), nella costa artica settentrionale dell'Europa settentrionale, Islanda, Alaska, Canada centrale e settentrionale e Groenlandia.
A seconda del fuso orario, la maggior parte dell'Europa e del Nord America ha visto l'eclissi solare il 19 maggio e la maggior parte dell'Asia ha visto l'eclissi solare il 20 maggio. Nelle aree di costa artica nord occidentali dell'Unione Sovietica soggette al sole di mezzanotte, l'eclissi è iniziata dal 19 maggio.

## Eclissi correlate

### Eclissi solari 1982 - 1985
Questa eclissi è un membro di una serie semestrale. Un'eclissi in una serie semestrale di eclissi solari si ripete approssimativamente ogni 177 giorni e 4 ore (un semestre) in nodi alternati dell'orbita della Luna.